# Nyamplong
Nyamplong is een bestuurslaag in het regentschap Sumenep van de provincie Oost-Java, Indonesië. Nyamplong telt 1123 inwoners (volkstelling 2010).